# ФАИ (бронеавтомобиль)
ФАИ — советский лёгкий бронеавтомобиль 1930-х годов. Бронеавтомобиль выполнен на шасси легкового автомобиля «Форд-А» (ФАИ) или, после модернизации, ГАЗ-М1 (ФАИ-М). Прототип был построен на Ижорском заводе в феврале 1933 году. Дальнейший выпуск был перенесен на завод ДРО в городе Выкса. Всего там было изготовлено 697 бронеавтомобилей ФАИ, что делает эти лёгкие бронеавтомобили вторыми по массовости в РККА в предвоенное время (после БА-20).
| 1933 | 1934 | 1935  | 1936 | Всего |
| ---- | ---- | ----- | ---- | ----- |
| 1    | 135* | 452** | 110  | 698   |

*Из них 20 для ОГПУ
**Из них 10 для НКВД

## История создания
Появление бронеавтомобиля ФАИ имело ряд предпосылок.
Первой и главной из них является заключение между правительством СССР и фирмой «Форд» договора о сотрудничестве, в соответствии с которым «Форд» начал с 31 мая 1929 года поставки в СССР комплектующих для сборки автомобилей «Форд-А», «Форд-АА» и «Форд-Тимкен». С февраля 1930 года на заводе «Гудок Октября» в Нижнем Новгороде начали собирать автомобили. В ноябре того же года к работе подключился Московский завод имени Коммунистического Интернационала Молодёжи (Завод им. КИМ), а к апрелю 1932 года в Нижнем Новгороде вступил в строй новый автомобильный завод, производство автомобилей на котором началось 6 декабря 1932.
Надо сказать, что шасси «Фордов» были достаточно прогрессивны для своего времени, поэтому почти сразу после заключения контракта им закономерно заинтересовались военные. В частности, на шасси автомобиля «Форд-Тимкен» предполагалось создать пушечный бронеавтомобиль, в то время, как шасси «Форда-А» рассматривалось в качестве перспективной базы для создания лёгкого бронеавтомобиля. Соответствующее задание было выдано КБ Ижорского завода и КБ под руководством Н. И. Дыренкова. Детище КБ Ижорского завода не вызвало у военных особого интереса, поскольку являлось довольно архаичным — по сути, опытные броневики являлись открытыми сверху бронекоробками, установленными на шасси «Форда-А» и вооружёнными двумя пулемётами каждая (один пулемёт размещался в лобовом листе справа от водителя, а другой — на штыревой установке в центре броневого кузова). Куда больший интерес военных вызвали бронеавтомобили Дыренкова, Д-8 и Д-12, которые в итоге и были приняты на вооружение РККА уже в 1931 году. Однако очень скоро и эти бронемашины перестали удовлетворять военных, поскольку пулемёты броневиков не обладали круговым обстрелом.

ФАИ на параде

В 1930 году КБ Ижорского завода получило задание на разработку нового бронеавтомобиля на том же шасси, но с установкой вооружения в башне. В работе инженеры-конструкторы Ижорского завода использовали опыт, полученный в ходе производства броневиков Д-8/Д-12. К середине 1932 года рабочие чертежи новой машины были готовы. В феврале 1933 года был построен прототип машины. Данная компоновка (с размещением вооружения в башне), хотя и являлась перспективной, привела к значительному увеличению высоты машины (до 2240 мм) и её массы (2 т) в сравнении с предшественником, однако это не повлияло на решение военных — уже в конце 1933 года броневик был принят на вооружение под индексом ФАИ («Форд-А, Ижорский») и запущен в производство.
В 1936 году для отдельного батальона бронедрезин в мастерских военного склада № 60 в Брянске было переделано в железнодорожный вариант 9 бронемашин.

ФАИ и БА-И на параде. 1935

В 1935 году КБ Ижорского завода было предложено разработать новый бронеавтомобиль на базе легкового автомобиля ГАЗ-М1, производство которого началось на Горьковском автомобильном заводе. К концу года была разработана бронемашина, внешне напоминавшая ФАИ, но отличавшаяся от предшественницы более просторным боевым отделением, видоизменённой башней и возможностью установки радиостанции. В начале 1936 года эта машина была принята на вооружение под названием БА-20 и пошла в серию. Однако в результате несогласованности действий различных предприятий, производство бронекорпусов для ФАИ на Ижорском заводе ещё какое-то время продолжалось. Когда оно наконец было прекращено, выяснилось, что в цехах завода скопилось более трёхсот бронекорпусов этих машин. Поскольку выпуск «Форда-А» к тому времени уже был прекращён, было принято решение установить имеющиеся бронекорпуса на шасси автомобиля М-1. В ноябре 1938 — январе 1939 года такой «гибридный» броневик был испытан на НИИ БТ-полигоне в Кубинке, получил положительные отзывы военных и был принят на вооружение. Гибрид, получивший название ФАИ-М, отличался от прародителя задней частью, на которую монтировался дополнительный топливный бак и кронштейн для крепления запасного колеса.

## Описание конструкции

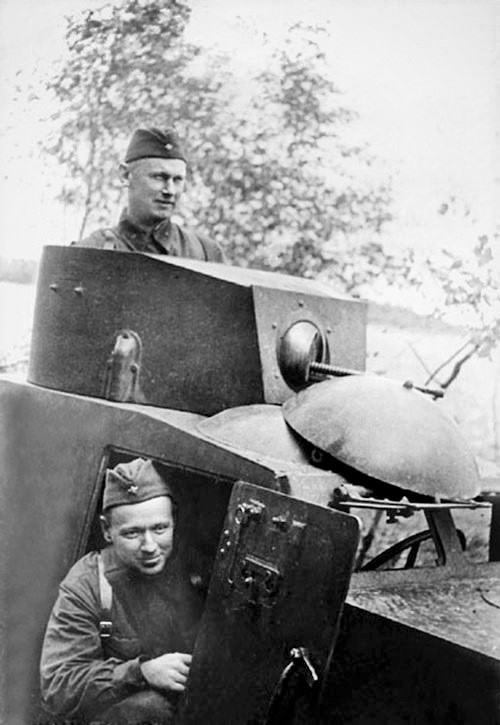
Михаил Шолохов и Александр Фадеев в бронеавтомобиле ФАИ. Западный фронт. Сентябрь 1941. Фото М. Калашникова

Бронеавтомобиль был выполнен на заднеприводном (4x2) шасси по конструктивной схеме с передним расположением двигателя и клёпано-сварным корпусом, который изготавливался из листов катаной стали толщиной 4-6 мм. Такая толщина брони была недостаточной и хотя она устанавливалась с небольшими углами наклона, не могла обеспечить надёжную защиту экипажу от пуль и осколков снарядов и мин. Экипаж бронемашины состоял из двух, реже — трёх человек. В отделении управления, совмещённом с боевым отделением, слева располагался водитель а справа от него — при наличии третьего члена экипажа — сидел командир машины. Чтобы не упираться головой в крышу над их сиденьями на крыше отделения управления над местами водителя и командира глухие бронеколпаки. Место пулемётчика находилось позади них, в башне. Обзор из отделения управления обеспечивали водителю и командиру лобовые окна закрывавшиеся в боевой обстановке бронекрышками со смотровыми щелями, прямоугольные окна с бронекрышками также в открывавшихся вперёд бортовых дверях машины.
На крыше боевого отделения размещалась цилиндрическая башня кругового вращения с бронеколпаком на крыше. В чуть скошенном лобовом листе башни был установлен 7,62-мм пулемёт ДТ, возимый боекомплект к которому состоял из 1512 патронов. Вращение башни осуществлялось за счёт физических усилий стрелка с помощью спинного упора. Кроме того установка пулемёта позволяла вести огонь в секторе ±10° без поворота башни. В моторном отсеке расположенном в передней части корпуса, был установлен четырёхцилиндровый карбюраторный двигатель жидкостного охлаждения «ГАЗ-А», развивавший мощность 30,9 кВт (40 л. с.), что позволяло 2-тонной бронемашине двигаться по шоссе с максимальной скоростью 80 км/ч. С полным баком топлива машина могла пройти 200 км. С двигателем взаимодействовала трансмиссия, в состав которой входили однодисковое сцепление сухого трения, четырёхскоростная коробка передач (4 вперёд и одна назад), карданная передача, главная передача и механические тормоза.
Доступ к двигателю для технического обслуживания и ремонта обеспечивала откидная крышка бронекапота, крепившаяся к неподвижной части крыши моторного отсека на шарнирных петлях. Спереди радиатор был защищён V-образным в поперечном сечении бронелистом толщиной 6 мм, в котором два вертикальных лючка с подвижными створками, регулировавшими приток охлаждающего воздуха к радиатору и двигателю.
В заднеприводной (4x2) ходовой части с подвеской на полуэллиптических листовых рессорах односкатные колёса с пулестойкими шинами. Передние и задние колёса сверху прикрывались плавно изогнутыми крыльями, которые внизу смыкались с подножками, на которых иногда крепились небольшие ящики с запасными частями и инструментами.
В 1935 году в состав штатного оборудования девяти бронемашин ФАИ были введены сменные металлические бандажи с ребордами и домкраты, что позволило этим броневикам передвигаться по железнодорожным путям со скоростью до 86 км/ч. Силами экипажа замена шин на бандажи осуществлялась приблизительно за 30 минут. Вес бронеавтомобиля в варианте дрезины составлял 1,9 т, боекомплект был увеличен до 2520 патронов. Все эти броневики в 1936 году поступили на вооружение 5-го отдельного батальона бронедрезин, в котором эксплуатировались до 1944-1945 годов. Существенным их недостатками были малая скорость заднего хода (24 км/ч) и отсутствие радиостанции.

## Служба и боевое применение

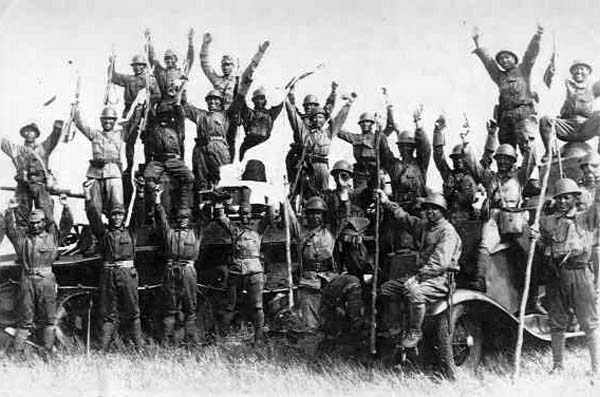
ФАИ и БТ-5 на Халхин-Голе. 1939

Всего за время серийного производства было построено 697 бронеавтомобилей ФАИ и ФАИ-М, что сделало их вторыми по массовости (после БА-20) пулемётным бронеавтомобилем РККА в предвоенное время. Бронеавтомобили ФАИ и ФАИ-М использовались в боях: сначала с басмачами в Средней Азии (части ОГПУ, потеряно 4 ФАИ), в боях у озера Хасан и на реке Халхин-Гол, где было безвозвратно потеряно 14 единиц, в Гражданской войне в Испании, куда было поставлено 20 машин, Зимней войне (потеряно 2 ФАИ) и в Великой Отечественной. ФАИ и ФАИ-М применялись вплоть до 1942 года, на советско-германском фронте до апреля 1942 года, а к 20 августа 1942 года Забайкальский фронт имел 10 ФАИ и ФАИ-М
В 1934 — 35 годах 30 ФАИ получили войска ОГПУ/НКВД.
В 1934 году в Монголию поставили 22, а в 1936 еще 15 машин. Один ФАИ был потерян 31 марта 1936г в бою с японо-маньчжурами на границе в ходе пограничного инцидента. В июле 1941 года 1 машина числилась в 5-й, по 11 в 7-й и 8-й кавалерийских дивизиях и 13 — в бронебригаде.
В составе 5-го отдельного батальона бронедрезин с 1936 года в количестве 9 единиц имелись разведывательные бронеавтомобили-дрезины, представлявшие собой доработанные бронеавтомобили ФАИ на железнодорожном ходу. К 9 августа 1945 (началу Советско-японской войны) заменены БА-20жд.
| Модель  | Категория | ЛВО | ПОВО | ЗОВО | КОВО | ОдВО | АрхВО | МВО | ХВО | СКВО | ОрВО | ПриВО | УрВО | ЗакВО | ЗабВО | ДВФ | Склады | Рембазы | Всего |
| ------- | --------- | --- | ---- | ---- | ---- | ---- | ----- | --- | --- | ---- | ---- | ----- | ---- | ----- | ----- | --- | ------ | ------- | ----- |
| ФАИ лин | 1         |     |      |      |      |      |       |     |     |      |      |       |      |       | 4     |     |        |         | 4     |
| ФАИ лин | 2         | 37  | 2    | 18   | 46   | 15   | 1     | 2   | 2   | 4    | 2    | 3     | 1    | 1     | 49    | 114 |        |         | 297   |
| ФАИ лин | 3         | 1   |      | 2    | 12   | 2    |       | 7   |     |      |      | 2     |      |       | 17    | 8   |        |         | 51    |
| ФАИ лин | 4         | 3   | 4    | 1    | 11   | 1    |       |     |     |      |      |       | 2    | 2     | 34    |     | 2      | 16      | 76    |
| ФАИ ж-д | ФАИ ж-д   |     |      |      |      |      |       |     |     |      |      |       |      |       |       | 9*  |        |         | 9     |
| Всего   | Всего     | 41  | 6    | 21   | 69   | 18   | 1     | 9   | 2   | 4    | 2    | 5     | 3    | 3     | 104   | 131 | 2      | 16      | 437   |

*Все 9 ФАИ ж-д входили в состав 5-го отдельного батальона бронедрезин.
Некоторое количество бронемашин ФАИ (порядка 150) были списаны или находилось в организациях ОСОАВИАХИМ.

## Сохранившиеся экземпляры

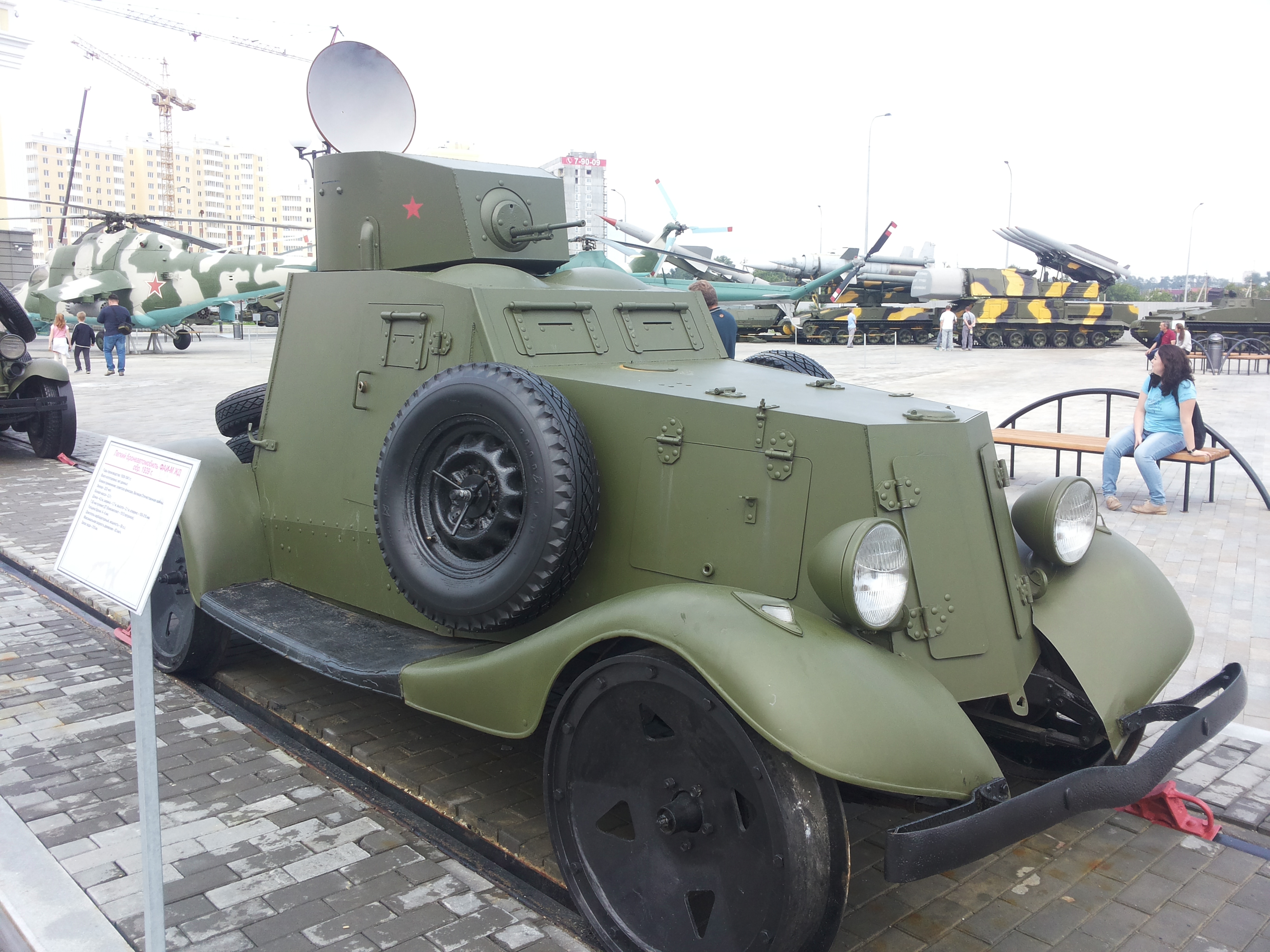
Реплика ФАИ-М ЖД в Музейном комплексе УГМК

- ФАИ-М. В экспозиции Музея техники Вадима Задорожного, Красногорский район (Московская область). Данный экземпляр прибыл из Испании[18], куда был поставлен республиканцам в 1930-е гг. в числе 20 однотипных машин. В ходовом состоянии[19].
- ФАИ-М. В экспозиции Переяславского железнодорожного музея, Талицы, Ярославская область. Бронекорпус с башней найден в 1992 г. в лесу в Новгородской области, переставлен на оригинальное шасси ГАЗ-М1. В ходовом состоянии.
- ФАИ-М. В экспозиции Музея моторизации и техники[пол.] в Белостоке. Найден в болоте у села Козлики близ Заблудува. Шасси от УАЗ-469. Радийный.
- ФАИ-М. Памятник у ворот военной части к северу от сомона Халхгол. Шасси и вооружение — новодел[20].

- Также, реплики высокой степени достоверности находятся в Музейном комплексе УГМК в г. Верхней Пышме (ФАИ-М ЖД) и в экспозиции Музея Победы на Поклонной горе, Москва.

## ФАИ в массовой культуре

### В стендовом моделизме
Масштабную модель ФАИ (1/35) производит фирма Макет/MSD.

### В компьютерных играх
Бронеавтомобиль ФАИ часто встречается в игре Talvisota в кампании СССР.

## Галерея

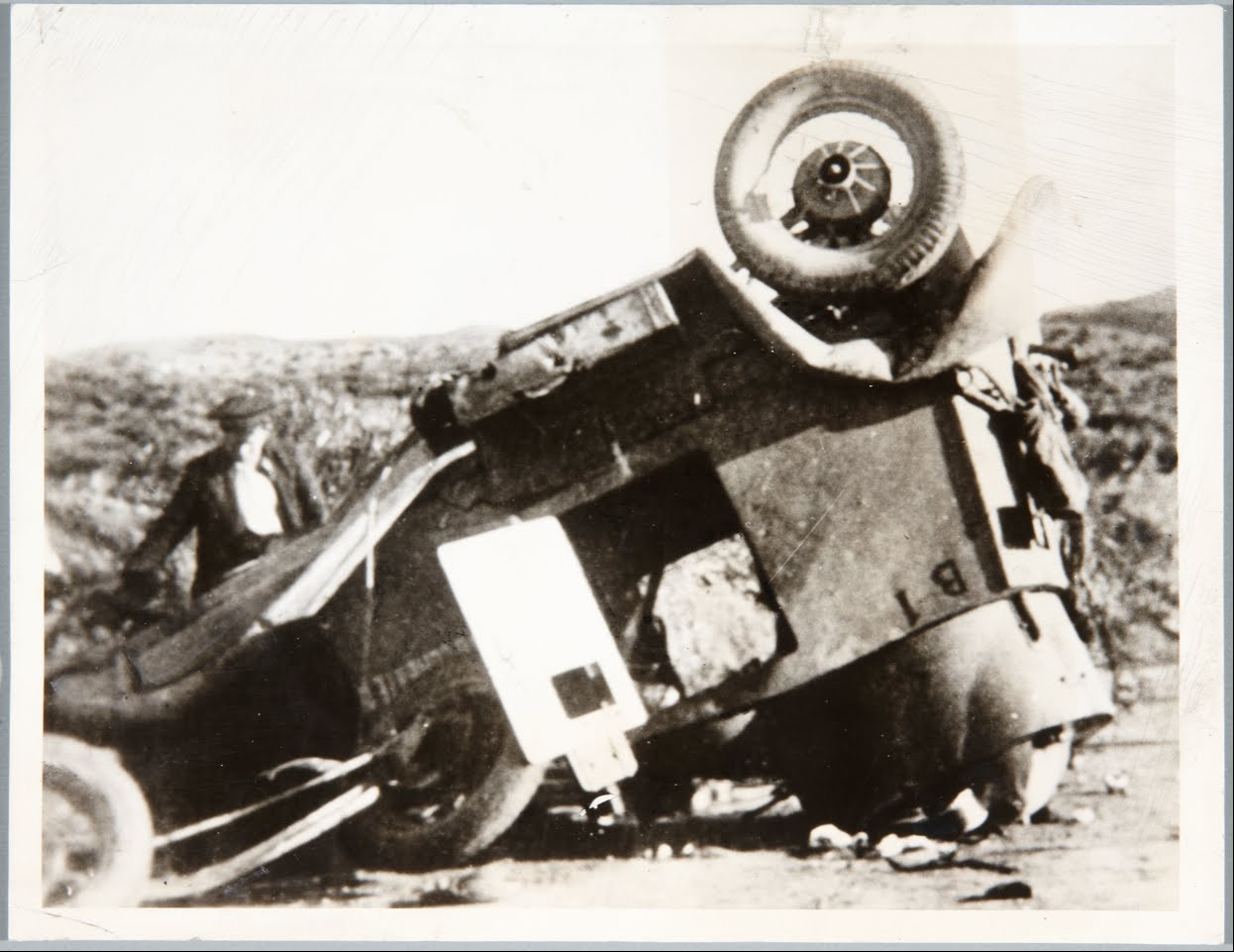
ФАИ в Испании. 1937
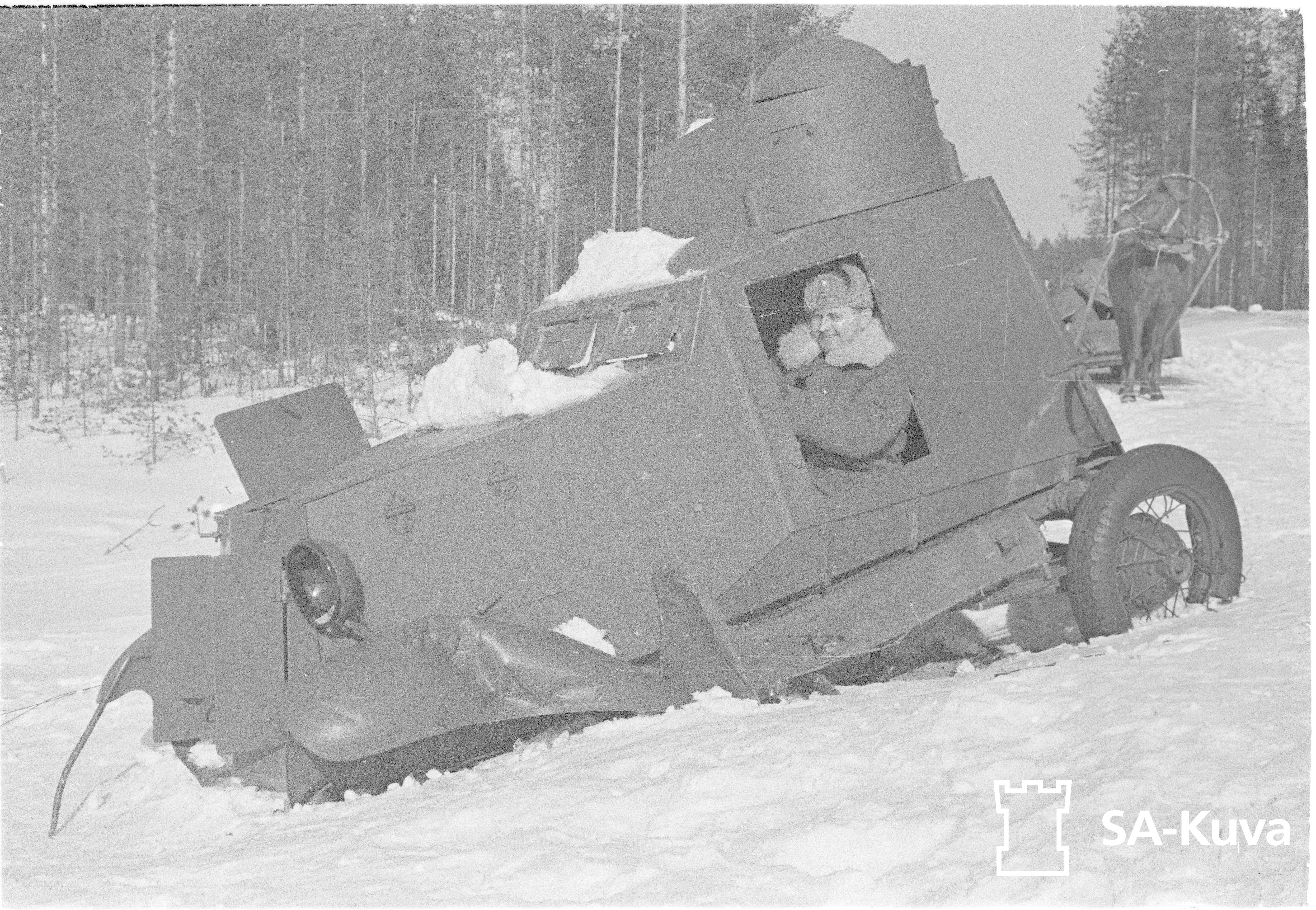
ФАИ в Финляндии. 20.03.1940 г.